# Толърс Бей
Толърс Бей (на английски: Towlers Bay) е местност в националния парк Ku-ring-gai Chase, северно от град Сидни, Нов Южен Уелс, Австралия, разположен на северните плажове. Заливът, намиращ се там и носил по-рано същото име, е преименуван на „Morning Bay“ на 31 август 1984 г. Той е кръстен на Бил Толер, който е лагерувал в района през 19 век.
Средните годишни валежи са 1380 милиметра. Най-влажният месец е февруари със средно 200 мм валежи, а най-сухият месец юли, с 36 мм валежи.